# Ekfraza
Ekfraza (gr. έκφρασις – dokładny opis) – artystyczny (zwykle szczegółowy) opis dzieła sztuki w literaturze pięknej (zarówno poezji, prozie jak i w dramacie). Może stanowić całość lub część utworu.
Początkowo była tylko figurą retoryczną. Później zyskała także znaczenie genologiczne – zaczęła funkcjonować jako gatunek literacki.
Ekfraza może realizować się przez:
- nawiązanie (np. wskazanie bezpośrednio tytułu lub autora dzieła)
- dyskurs o sztuce (negacja lub poparcie wyznaczników estetycznych dzieła, do którego się odwołuje)
- interpretację (próba przekładu intersemiotycznego, np. przetworzenie rzeczywistości z obrazu na język poetycki; często poeta „wykracza poza ramy obrazu” i uszczegóławia świat przedstawiony)[1]

## Przykłady ekfraz
| Autor dzieła literackiego      | Tytuł wiersza              | Dzieło plastyczne i autor                          | Czynnik charakteryzujący ekfrazę |
| ------------------------------ | -------------------------- | -------------------------------------------------- | -------------------------------- |
| Stanisław Grochowiak           | Płonąca żyrafa             | Płonąca żyrafa, Salvador Dalí                      |                                  |
| Stanisław Grochowiak           | Bellini Pietà              | Opłakiwanie Chrystusa (1516), Giovanni Bellini     |                                  |
| Stanisław Grochowiak           | Ikar                       | Pejzaż z upadkiem Ikara, Pieter Bruegel            |                                  |
| Stanisław Grochowiak           | Lekcja anatomii Rembrandta | Lekcja anatomii doktora Tulpa, Rembrandt           | Dysputa o sztuce                 |
| Stanisław Grochowiak           | Brama na starym mieście    | Brama na Starym Mieście, Aleksander Gierymski      |                                  |
| Stanisław Grochowiak           | Bilard                     | Nocna kawiarnia, Vincent van Gogh                  |                                  |
| Wisława Szymborska             | Dwie małpy Bruegla         | Dwie małpy, Pieter Bruegel                         | Nawiązanie                       |
| Wisława Szymborska             | Kobiety Rubensa            | różne obrazy Rubensa                               | Nawiązanie                       |
| Jan August Kisielewski         | W sieci (monolog Julki)    | Szał uniesień Władysław Podkowiński                |                                  |
| William Carlos Williams        | Krajobraz z upadkiem Ikara | Pejzaż z upadkiem Ikara, Pieter Bruegel            |                                  |
| Maria Pawlikowska-Jasnorzewska | Olejne jabłka              | różne obrazy Cézanne’a                             | Interpretacja                    |
| Jacek Kaczmarski               | Autoportret Witkacego      | Autoportret Stanisław Ignacy Witkiewicz            |                                  |
| Jacek Kaczmarski               | Ambasadorowie              | Ambasadorowie, Hans Holbein (młodszy)              |                                  |
| Jacek Kaczmarski               | Wojna postu z karnawałem   | Walka karnawału z postem, Pieter Bruegel (starszy) |                                  |
| Jacek Kaczmarski               | Zesłanie Studentów         | Zesłanie Studentów Jacek Malczewski                | Interpretacja                    |

## Wybrane zbiory ekfraz
- Stanisław Dąbrowski, Album niemieckie, Gdańsk: Wydawnictwo Morskie, 1980.
- Grodecka Anna, Poeci patrzą… Obrazy, wiersze, komentarze, Warszawa: Stentor, 2008. [46 wierszy ekfraz poetów polskich]
- Aneta Grodecka,  Wiersze o obrazach. Studium z dziejów ekfrazy, Poznań: Wydawnictwo Naukowe Uniwersytetu im. Adama Mickiewicza, 2009.
- Marta Tomczyk-Maryon, Jak czytać wiersze i oglądać obrazy, Warszawa: Wydawnictwo Szkolne PWN ; Bielsko-Biała: ParkEdukacja, 2010.
- Adam Marek, Ptasia korona. Ekfrazy do prac Stasysa Eidrigevičiusa, Poznań: FONT, 2017.
- Mira Umiastowska, Zmierzch świtu. Ekfrazy, Warszawa: Mira Umiastowska, 2017.
- Janusz Stanisław Pasierb, Takie niemożliwe piękno. Ekfrazy, Tczew: Zespół Szkół Ekonomicznych, 2018 [37 utworów inspirowanych twórczością wybitnych malarzy europejskich różnych epok, opatrzonych reprodukcjami opisywanych obrazów].